# Finder
是在Classic Mac OS和macOS（2012年前称Mac OS X，2012年-2016年称OS X）中預設的應用程式，能讓使用者管理檔案、文件、磁碟、網路，以及啟動其他的應用程式。Finder與其他作業系統中的殼層（shell）功能相似，而Finder使用了圖形使用者界面（GUI）。最早的第一台麥金塔電腦上就已經有了Finder，同時在Apple IIGS電腦上也以GS/OS之一部份的形式出現。當蘋果轉換至以UNIX為基礎的Mac OS X作業系統後，Finder也被徹底重新改寫。
在啟動（或登入）麥金塔（Macintosh）電腦後，Finder是使用者首先會接觸到的程式，它也負責呈現整個作業系統的主要視覺風格，而需要注意的是，這不應該和實際上由作業系統內建之特定服務元件所提供的圖形使用者界面混淆（例如：WindowServer）。雖然Finder是作業系統中重要的部份之一，但它僅是一個應用程式，使用者可以將Finder從系統中關閉，但這樣一來也就無法直观的開啟任何檔案或檔案夾。
Finder能持續顯示出使用桌面比擬（Desktop metaphor）修正后的後的檔案系統视图，意即檔案和檔案夾皆以適當的圖案表示、磁碟（卷宗）會出現於一个（虚拟形象化的）桌面上，也有一個垃圾桶（在OS X是位於Dock中，更早的舊版則是在桌面上），將檔案拖曳至垃圾桶圖示上方即可刪除。“桌面”本身其实也是一个实际的文件夹，存在于Macintosh的文件系统中。

## 版本歷史

### 1.0至4.1
最早的Finder和MFS（Macintosh File System）一起使用，总是在每个磁盘的根目录上留有一个空白文件夹。只要这个文件夹被重命名或者使用，系统又会自动生成另一个新的空白文件夹。在Finder 1.0-4.1版本中，文件夹本身不能被其内部文件夹替代。文件夹的维护工作只由Finder来执行，而不保存在文件系统中。所以，在一个驱动器上不能有两个文件重名，在应用程序的“打开”对话框中不能显示文件夹，而只是简单罗列出所有文件。如果重建桌面，所有的文件夹信息将全部丢失，把所有文件都放回根目录中。
Finder中还有一个"垃圾桶文件夹"，删除文件的唯一办法是把文件拖到这个垃圾桶文件夹里面去，然后清空垃圾桶。尽管如此，这个垃圾桶文件夹只是一个镜像，无法反映到磁盘上。垃圾桶里面的文件列表只保存在内存中，因此Finder会在其中之前清空垃圾桶，包括在运行任何其他程序的时候。若出现意外情况，垃圾桶中的文件将被打回到原来位置。
1984年5月发布的Macintosh 128K上搭载的Finder 1.1缓慢的文件拷贝速度导致很多用户不满，因为早期电脑只有一个驱动器，而这个操作却要让用户不停切换磁盘，尽管主要原因归咎于容量太小的内存。直到1985年4月发布的Finder 4.1才真正提高了Finder速度并增加新功能，包括在新的“特别”菜单里面增加"新文件夹"命令和"关闭"命令，而且还可以访问"MiniFinder"。MiniFinder是一个简化界面，里面有一些常用的应用程序和文档，启动也更快速，节约在应用程序和拓展程序之间切换的时间。

### 6.x
在早期MacOS中的Finder早期版本中，必须先关闭Finder才能启动其它应用程序，因为操作系统还是单任务的。而从System 5.x及其附带的Finder 6.0和新的MultiFinder开始支持协作多任务。用户可以在控制面板中激活MultiFinder，但是需要重新启动。System Software 6.0.x及其附带的Finder 6.1.x提供了改进很多的MultiFinder版本，并增强了很多功能。

### 7.0至9.2
1991年苹果公司发佈了System 7，是其操作系统的一大显著改进。和系统的其他软件一样，Finder也用C++完全改写。Finder窗口可以染色，而且列表视图可以通过一个“收缩三角形”进行下一层文件夹的展开。
虽然Macintosh操作系统本身一直在不断改进，Finder一直相对保持不变，直到1997年Mac OS 8发布。Finder 8.0是第一个多线程版本，拷贝文件或者清空垃圾桶的操作再不会被妨碍Finder的其他功能同时进行。和系统其他配件一样，Finder 8.0采用了金属外观，也增加了若干新功能，比如，在屏幕下方显示的标签在点击之后可以弹出窗口，显示其内容。Finder 8.0中还引进了带弹簧的文件夹。Finder 8.1在1998年初发布，开始更有效支持HFS+文件系统。
1999年10月发布的Finder 9，开始支持多用户操作、软件更新和Classic支持模式。9.1版本的其他功能还包括，支持特大文件（>2GB），Encryption, Keychains, USB打印机共享和刻录CD。Finder 9是classic Mac OS Finder的最后一次大型升级。之后在2001年12月，在OS 9.2.2.之后，苹果停止开发Mac OS 9，也停止了Finder。

### 10.0至10.2.1
Mac OS X中的Finder不是先前版本的升级，而是在借鉴NeXTSTEP文件管理器后彻底改写的。因此它和原先的Finder有很大的不同，很多老用户表示很不习惯。
Finder 10.0缺少Classic中的一些功能。通用桌面没有了，取而代之的是一个只显示用户自己桌面文件夹内容的桌面。原来对标签，以及各种元数据的支持也没有了，同样消失的还有弹出窗口，桌面打印机，"整理"命令和压缩文件夹。在 Finder 10.0中，废纸篓（垃圾桶）也从桌面上消失，也不再是桌面的一部分，而是集成到了系统的Dock里面。
Finder 10.0引进了一种可以高度自定义的工具栏，显示在每个Finder窗口顶部。还有一个新功能就是NeXT技术制作的列式视图，可以在右侧建立新的一列来显示下一级文件夹中的内容，
Mac OS X 10.1是一个免费的升级版本，在Finder中引入CD刻录兼容性。这个性能在classic Mac OS 9.1版本中已经出现。
在 OS X Public Beta 中，Finder被稱作Desktop

### 10.3
Mac OS X v10.3中的Finder进行了改进，在保留一些classic环境中的特征的同时也引进了更新的用户界面。
Finder 10.3有一种称为Brushed Metal的外观，与苹果的iTunes播放器软件的外观类似（版本5之前，成为Polished Metal外观）。正如OS X 10.0之后的几个旧版本中，用户可以在Finder窗口自定义一个工具栏，包括搜索调板，可以在任何选定的文件夹或者磁盘中进行动态搜索。在Finder左边有一个新的面板称为“边栏”（Sidebar），几乎任何部件都可以拖进去，作为快捷接入的方式。重要的是，这些自定义的側欄内容也会在其他应用程序的打开／保存对话框出现。边栏中还可以显示、移出移动存储器的选项。Mac OS 9中卷标和按照输入、创建人元数据进行搜索等功能深受老用户的喜爱，因此在10.3中又重新出现。
通过点击窗口右上角的“显示／隐藏边栏”按钮，不仅可以隐藏窗口的工具栏，而且边栏也被隐藏，将窗口转化为“紧凑模式”。

### 10.4
Mac OS X v10.4对Finder进行了进一步修改，包括幻灯片功能（與Windows Explorer類似），它可以在Finder中直接按全屏方式浏览选中图像；Spotlight，一个在10.4引进的新概念，旨在搜索整个作業系統中的信息，原先classic中command-F的Finder快捷方式现在以另一种方式进化而来。搜索结果可以保存为智能文件夹，可以显示随时更新的搜索结果。不过还有另外两种搜索方式：Spotlight菜单项和Spotlight窗口。苹果公司声称“Spotlight和Mac OS X将改变你的寻找、组织和评价你电脑中的信息的方式。”尽管如此，有一些人觉得使用Spotlight时速度较慢，即使是在新的机器上，搜索速度也有限。

### 10.5

使用「cover flow」顯示方式的Finder 10.5

Finder在Leopard系統中進行了更新。主要的使用者界面與iTunes 7相似，也包含了Cover Flow顯示方式（如圖所示）。新的FInder加入了經過歸類整理的新側邊欄（sidebar）、與Spotlight的整合也更加緊密，此外還有名為「Quick Look」的新功能，能讓使用直接觀看檔案的內容，而不需要開啟對應的應用程式。新的FInder在視覺外觀上使用了新的「統一整合主題」（unified theme）。

## 替代
一些第三方Macintosh软件开发商提供可以Finder的软件，并可以在Macintosh中和其他应用程序一样独立运行，如Path Finder。这些替代软件都是共享软件，目标是在实现Finder的同时能够提供一些Finder不具备的功能。

## 譯名
蘋果於macOS 10.13.2 之後的版本正式將“Finder”翻譯為“訪達”（僅限服務簡體中文版本，正體中文版沿用原本Finder的名稱。）

## 批评
- 当前文件夹在处理网络共享的时候速度变慢
- Finder窗口改变大小的时候，其中的项目不能自动重排。
- 项目多的文件夹中，在方格视图下，横竖滚动条同时提供，操作极其不便

## 另見
- 檔案總管：Windows 95、Windows NT 4.0及後續Windows作業系統的檔案管理程式